# ليزلي وارد
ليزلي وارد (2 مايو 1908 في المملكة المتحدة - 13 يناير 1981 في المملكة المتحدة) (بالإنجليزية: Leslie Ward)‏ هو لاعب كريكت بريطاني (وحمل سابقاً جنسية المملكة المتحدة لبريطانيا العظمى وأيرلندا). لعب مع نادي وارويكشاير للكريكيت ‏.

## وصلات خارجية
- ليزلي وارد على موقع إي آس بي آن كريك إنفو (الإنجليزية)